# Rainer Gottwald
Rainer Gottwald (* 31. Januar 1966 in Herbolzheim, Baden-Württemberg) ist ein deutscher Box-Manager, Veranstalter und ehemaliger Kickboxer. Bekannt wurde er durch seine Leistungen im Boxsport, seine mediale Präsenz, insbesondere durch den Gewinn der zehnten Staffel von „Promi Big Brother“ (2022), und als Veranstalter hochkarätiger Box-Events.

## Leben und Karriere

### Frühe Jahre und Kickbox-Karriere
Rainer Gottwald begann in den 1980er Jahren mit Taekwondo und wechselte später zum Kickboxen. 1986 wurde er deutscher Meister im Vollkontakt-Kickboxen. Parallel absolvierte er eine Ausbildung als Kampfschwimmer bei der Bundeswehr. Eine Knieverletzung beendete seine aktive Sportkarriere, woraufhin er 1993 das Bulldog Gym in Karlsruhe erwarb und als Trainer sowie Veranstalter von Kampfsport-Events tätig wurde.

### Internationale Stationen
Nach einer gescheiterten Ehe und der Suche nach neuen Herausforderungen zog es Gottwald in den 1990er Jahren nach Venezuela und später nach Thailand, wo er eine erfolgreiche Karriere als Tauchlehrer und Unternehmer begann. In Thailand gründete er den thailändischen Unterwasserverband und führte Tauchschulen. Sein Erfolg wurde jedoch durch den Tsunami 2004 und persönliche Rückschläge unterbrochen. Anschließend arbeitete er in Libyen als Berater für Wassersport und erlebte die politische Instabilität des Landes.

### Rückkehr und Fokus auf den Boxsport
Nach seiner Rückkehr nach Deutschland fand Gottwald Halt im Boxsport. Er begann als Promoter und Manager von Boxern wie Vincent Feigenbutz, Sarah Bormann und Daniel Dietz. Gottwald baute die Gottwald Promotion auf und schuf eine Plattform für deutsche und internationale Boxkämpfer.

## Mediale Präsenz
Gottwald gewann 2022 die Jubiläumsstaffel von „Promi Big Brother“ und bewies dabei Führungsqualitäten und soziale Kompetenz. 2023 startete auf DMAX die Dokumentarserie „Gottwald – King of the Ring“, die Einblicke in sein Leben als Manager und Promoter gibt.
Gottwald engagiert sich regelmäßig bei karitativen Initiativen, wie der JML Christmas Truck Tour, die hilfsbedürftigen Kindern Weihnachtsgeschenke bringt. Seit März 2024 ist er Kandidat in der Prime-Video-Reality-Show „The 50“, in der sich Prominente in physischen und psychologischen Spielen messen.
Im Jahr 2023 heiratete Rainer Gottwald seine thailändische Partnerin Tik in deren Heimatdorf in Thailand. Die traditionelle Hochzeitszeremonie umfasste mehrere Tage und beinhaltete kulturelle Rituale sowie eine aufwendig organisierte Feier mit zahlreichen Gästen. Die Veranstaltung wurde im Rahmen der VOX-Doku-Soap Goodbye Deutschland dokumentiert. Medienberichten zufolge beliefen sich die Gesamtkosten der Feierlichkeiten auf einen mittleren sechsstelligen Betrag.
Im Jahr 2025 erfolgt die Teilnahme an der Reality-Show #CoupleChallenge – Das stärkste Team gewinnt (RTLZWEI) gemeinsam mit Menderes Bağcı. Die beiden lernten sich 2022 während ihrer Teilnahme an Promi Big Brother kennen und traten als Team in der Show an.

## Fernsehauftritte
- 2022: Promi Big Brother (Sat.1) – Gewinner der 10. Staffel der Reality-Show[9]
- 2023: Gottwald – King of the Ring (DMAX) – Dokumentarserie über seinen Alltag als Box-Manager und Promoter[10]
- 2024: The 50 (Prime Video) – Teilnehmer an der Reality-Wettkampfshow mit prominenten Kandidaten[11]
- 2025: #CoupleChallenge – Das stärkste Team gewinnt (RTLZWEI) – Teilnahme gemeinsam mit Menderes Bağcı als Kandidatenduo[12]